# Blockbuster (azienda)
Blockbuster è stata un'azienda statunitense con sede a Dallas, fondata nel 1985 e fallita nel 2013; il suo business si focalizzava sul commercio di film e videogiochi.
Nonostante il fallimento del 2013, ancora oggi esiste un negozio nella città di Bend.

## Storia
Nel 1985 David Cook, dopo aver tentato di rilevare un piccolo franchising di videonoleggio, decise di fondare una propria catena chiamata Blockbuster Video; il primo negozio venne aperto a Dallas il 19 ottobre 1985 con oltre ottomila videocassette e duemila nastri.
Nei successivi dieci anni il numero dei negozi raggiunse quasi le cinquemila unità nei soli Stati Uniti; nel frattempo, dopo l'acquisizione di una pre-esistente catena britannica, aprirono anche i primi punti vendita in Europa: Regno Unito, Spagna, Portogallo, Svizzera e Italia (dove sbarcò grazie ad una joint-venture tra Fininvest e Standa).
Nel 1995 Blockbuster Video fu venduta alla Viacom e accorciò il proprio nome in Blockbuster. 
Nel 2005 il marchio raggiunse il suo picco di popolarità e poteva contare su quasi diecimila negozi in tutto il mondo; tuttavia, nel 2008 iniziò un periodo di forte crisi finanziaria dovuto al successo di servizi online come quelli offerti da Netflix ed altre piattaforme di streaming. Blockbuster abbandonò molti mercati europei come quello spagnolo e portoghese, mentre in Italia attuò un pesante ridimensionamento che fu il preludio ad ulteriori liquidazioni.
La crisi si protrasse fino al 2010, anno in cui si iniziò a paventare l'ipotesi di avviare una procedura fallimentare; per questo motivo, nel mese di settembre, l'azienda dichiarò bancarotta appellandosi al chapter 11 della legge statunitense, tentando una ristrutturazione interna incentrata prettamente sulla distribuzione digitale di contenuti.
Nel 2012 Blockbuster cercò il rilancio attraverso la vendita a Dish Network; nel frattempo, però, fu annunciato l'abbandono del mercato canadese e, sempre nello stesso anno, l'azienda chiuse definitivamente anche in Italia. Nel 2013 Dish Network annunciò la chiusura di trecento negozi negli Stati Uniti; la notizia, di fatto, sancì la fine dell'era del videonoleggio fisico.
Nel 2018 erano rimasti solo due negozi di Blockbuster in tutto il mondo, entrambi in franchising: uno nella città statunitense di Bend e uno nella città australiana di Morley; quest'ultimo, però, chiuse i battenti nel 2020. La sopravvivenza del punto vendita di Bend è dovuta sia alle caratteristiche peculiari del luogo, scarsamente popolato e dunque poco connesso ad internet, sia alla sua particolarità di essere appunto l'ultimo Blockbuster al mondo, che attira simpatizzanti e nostalgici degli anni novanta.

## Cultura di massa
Blockbuster è apparso in numerosi film (Jurassic Park, Godzilla, Yes Man, Captain Marvel); nel 2022 è stata anche realizzata una serie televisiva (Blockbuster) che racconta la storia dell'azienda.